# Liste der Monuments historiques in Croix (Territoire de Belfort)
Die Liste der Monuments historiques in Croix (Territoire de Belfort) führt die Monuments historiques in der französischen Gemeinde Croix auf.

## Liste der Bauwerke
| Bezeichnung                                  | Beschreibung | Standort               | Kennzeichnung | Schutzstatus | Datum | Bild           |
| -------------------------------------------- | ------------ | ---------------------- | ------------- | ------------ | ----- | -------------- |
| Ziehbrunnen mit Schwingbaum mit Gegengewicht | Erbaut 1772  | Place des Puits (Lage) | PA90000008    | Inscrit      | 2006  | weitere Bilder |